# Thrichomys apereoides
Thrichomys apereoides là một loài động vật có vú trong họ Echimyidae, bộ Gặm nhấm. Loài này được Lund mô tả năm 1839.

## Hình ảnh

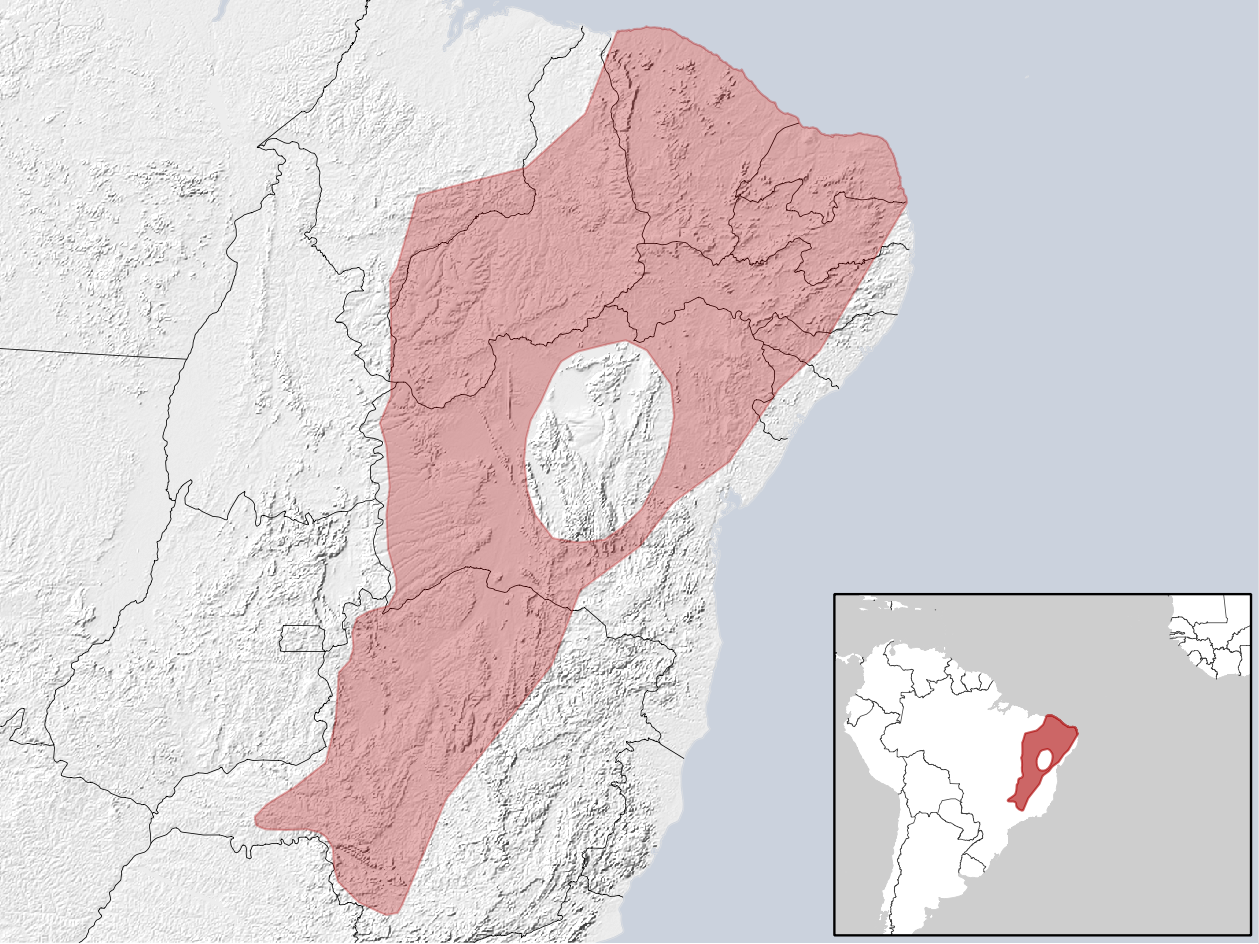
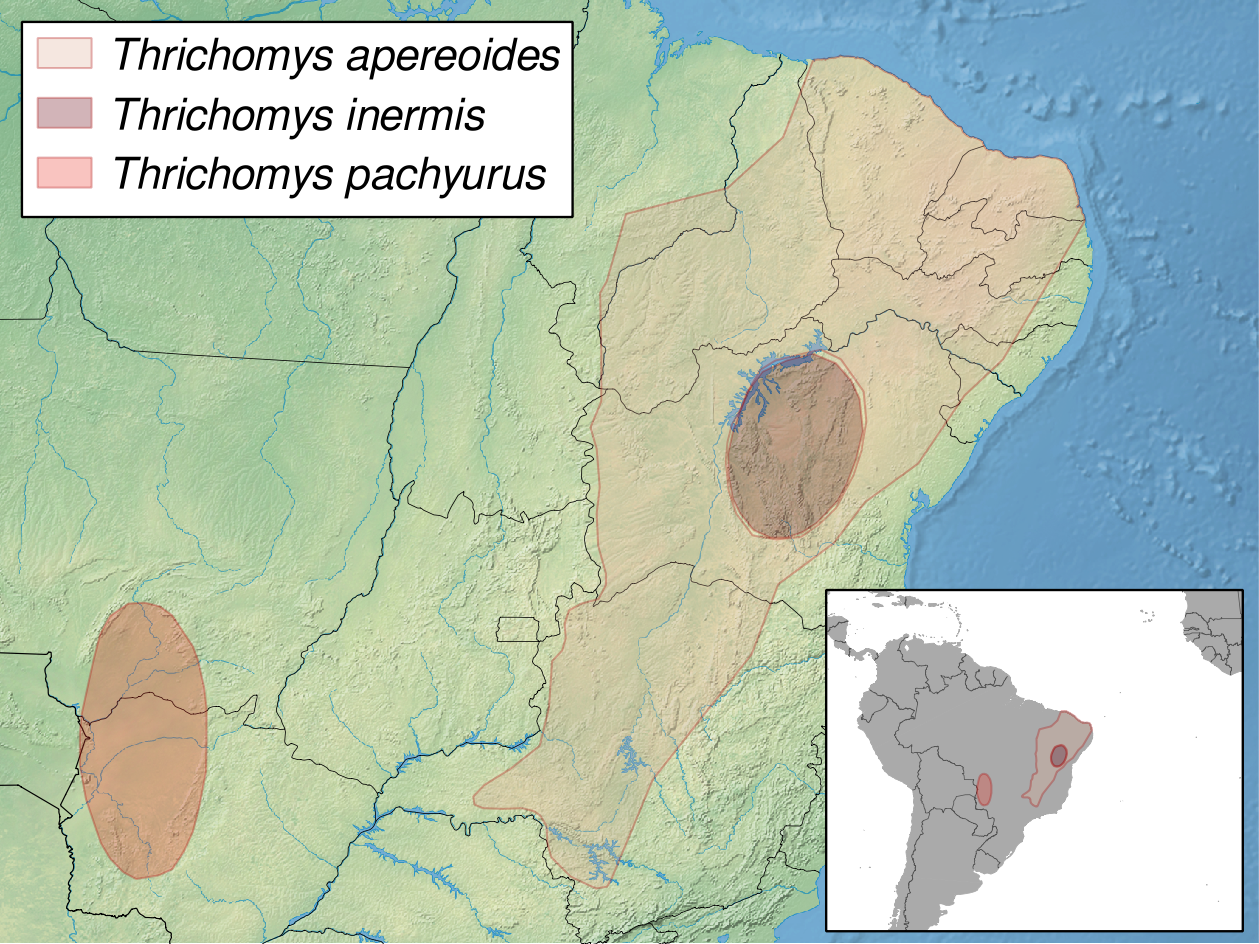
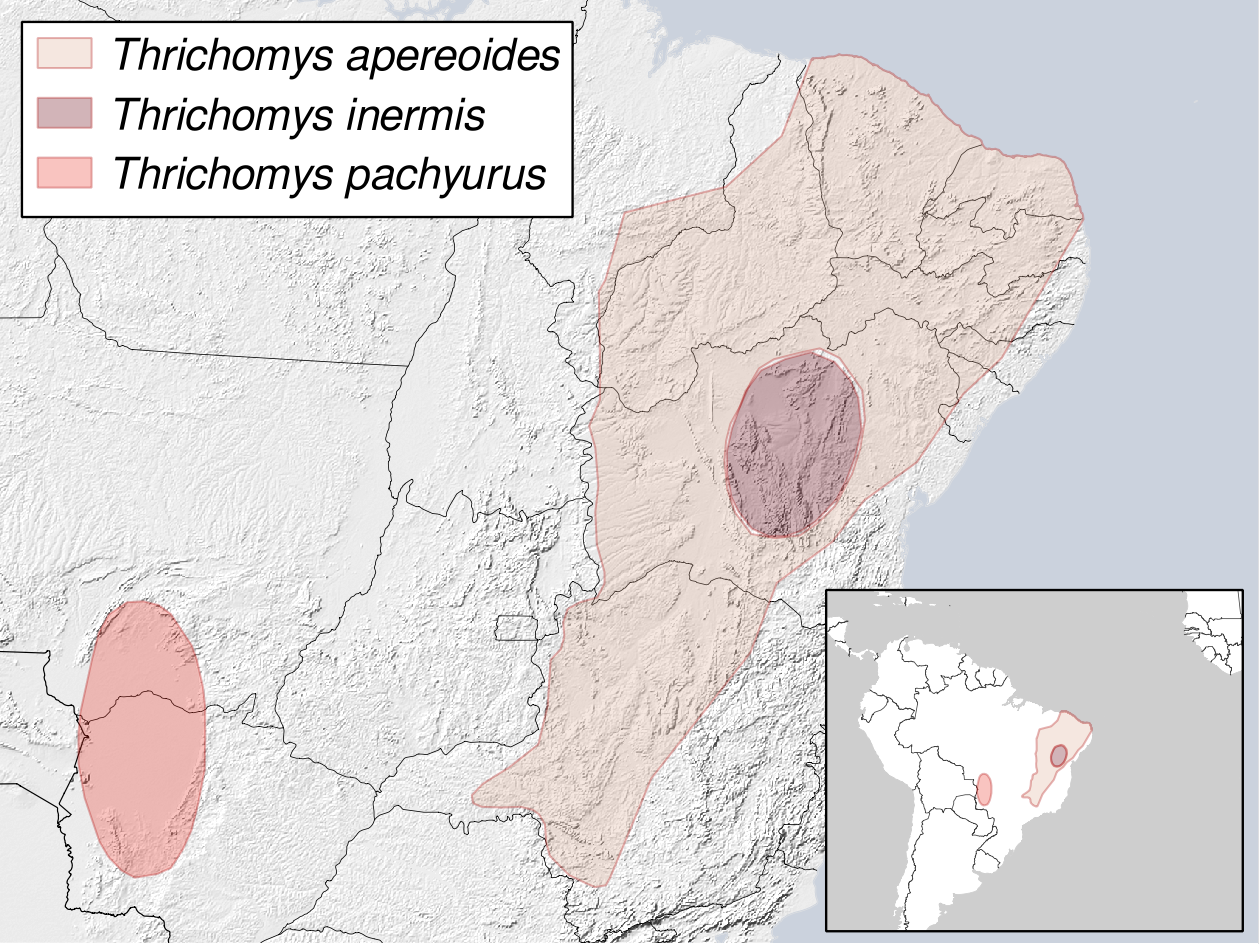